# قشلاق خلیل‌لو غلام
قشلاق خلیل‌لو غلام یک منطقهٔ مسکونی در ایران است که در بخش اسلام‌آباد واقع شده‌است. قشلاق خلیل‌لو غلام ۱۶۶ نفر جمعیت دارد.